# Јован Ђаја
Јован Ђаја (Мравињац, код Дубровника, 21. март 1846 — Београд, 18. јул 1928) био је српски политичар и новинар. Ђаја је био државни саветник, министар и народни посланик. Он је био инспирисан идеалима народног уједињења у уставној држави.

## Биографија
Потиче из скромне српске католичке породице из дубровачког подграђа, од мајке Петроније и оца Ивана, по занимању трговца.
Завршио је класичну гимназију код језуита (исусоваца) у Дубровнику и Филозофски факултет у Бечу.
Од 1869. радио је као професор гимназије у Београду, у Првој гимназији, где му је један од најпознатијих ученика био Стеван Сремац и Трећој гимназији (1869—1888) и Вишој женској школи (1873–1882), најпре као суплент, а од 1879. као професор. Предавао је историју, педагогију, немачки, латински и француски. Првих година по доласку у Србију није се бавио политиком, јер није познавао прилике у Србији, нити се кретао у круговима који су се бавили политиком. 
Постао је члан Радикалне странке од њеног оснивања. У политику је ушао својим говором на збору радикала у Илиним водама код Крагујевца 1882. године, у коме је с великом прибраношћу обратио пажњу на Србе под Аустроугарском, јер је до тада сва спољашња политика Србије била усредсређена на Бугарску. Изабран је за члана Главног одбора Радикалне странке 27. јула 1882. Због Тимочке буне је 28. октобра 1883. ухапшен, са осталим члановима Одбора спроведен Зајечару на преки суд и казамат. Ослобођен је 28. новембра као невин.
Са Андром Николићем и Стојаном Протићем је 1884. учествовао у покретању „Одјека“, органа Радикалне странке, уместо „Самоуправе“, која је била обустављена. „Одјек” је веома брзо постао главни тумач опозиције, а Ђаја је постао познат као изврстан новинар. Ђаја је имао потребну стилистичку вештину за увијену врсту критике, каква је једино била могућа по тадашњем закону о штампи. Сматрао је да се у спољашњој политици треба угледати на „Пијемонт” и борити се против Аустрије, као главног непријатеља нашег уједињења. У унутрашњој политици се залагао за начела уставности и парламентарности, сматрајући Енглеску узором за унутрашњу политику.
После Српско-бугарског рата (1885) истакао се међу радикалним првацима, који су се залагали за споразум с Либералном странком, закључен априла 1886, чиме је Радикална странка, напуштајући свој првобитни демократски програм, задобила поверење и с либералима дошла на власт. Иако је био један од твораца либерално-радикалног споразума од 1886, није се могао сложити са полицијским методама Радивоја Милојковића, па је највише допринео да се тај споразум касније раскине. Када је 1888. састављена радикална влада, није ушао у њу, пошто је био сумњив краљу Милану.
Заузимао је разне положаје у државној служби. 15/27. јануара 1888. постао је начелник Министарства просвете и црквених послова, а 14/26. марта 1889. начелник Министарства иностраних дела. Међутим, 13/25. октобра је дао оставку на то звање, а следећег дана је постао народни посланик. Идуће године 16/28. марта је постао државни саветник. Затим је 1/13. маја 1890—16/28. јануара 1891. био поново министар унутрашњих дела у влади Саве Грујића, а затим у влади Николе Пашића 11/23. фебруара 1891—21. марта/2. априла 1892.
После изласка из владе који се доводио у везу с непопуларношћу због протеривања краљице Наталије, није се више налазио у врху Радикалне странке, није се кандидовао ни за народног посланика. Наводно је као министар унутрашњих послова наредио да се састави списак присташа династије Карађорђевића и тај списак је показао намесницима. Пошто се на том списку налазило много радикала у странци су тај поступак сматрали издајом странке, пошто је списак потказао намесницима. Постепено се удаљавао од Радикалне странке, док је у јавном животу учествовао само као новинар и дипломата.
После тога је био државни саветник до 9/21. маја 1894. до укидања Устава из 1888. када је пензионисан. Почетком 1898. активиран је за време владе Владана Ђорђевића и постављен је за нечелника у министарству иностраних послова, а поред тога контролисао је и прес биро. Било је необично да је као радикал ступио у службу радикалима омрзнуте владе. Именован је октобра 1898. за отправника послова, а од 9/21. јануара 1899. за ванредног посланика у Атини, али није отишао у Атину, јер је фебруара 1899. стављен на располагање, пошто је ишао на једно радикалско вече. Поново је пензионисан 4/16. јула исте године. После тога је поново био дипломатски агент (у рангу посланика) у Софији од 3/16. јула 1900. до 1/14. маја 1905. и после тога се више није враћао у државну службу. Био је присталица српско-бугарског савеза, уверен у његову историјску нужност и остајући слеп за све бугарске поступке у то време.
Сматрали су га за новинара широке културе, који је настојао да пише начелно и документовано. Водио је непристрасну уређивачку политику и много простора је давао економској политици. У периоду 1897—1899. био је председник Српског новинарског удружења. После распада удружења 1906. године је биран за председника Друштва српских новинара и публициста, а 1926. за почасног председника Београдске секције Југословенског новинарског удружења.
Био је уредник и власник политичког листа „Народ“ (1896—1906), дуги низ година је био директор и сарадник (1899—1928) „Трговинског гласника“, органа Удружења београдске трговачке омладине, сарадник „Рада“ (1874—1875) и „Бранковог кола“ (1908). Превео је са француског, роман „Деведесет трећа“ Виктора Игоа, и са италијанског роман „Вереници“, од Александра Манцонија (1912).
Написао је брошуру „Савез Србије и Бугарске“ (1904), као и расправу „Слике из класичног доба“ (1882). Последњих година живота са латинског је превео Тацитове „Анале“, који су остали у рукопису.
Носилац је Таковског крста III и II реда, бугарског Ордена за грађанске заслуге и неколико грчких и руских колајни.
Био је маркантна фигура, увек одевен у црни реденгот и с цилиндром на глави, тих, смирен и уман. 
Умро је од последица можданог удара 18. јула 1928. у Београду. Сахрањен је следећег дана о државном трошку, а опело му је држано у католичкој цркви у Крунској улици.
Једна улица на Звездари у Београду носи његово име.

## Породица
Био је ожењен Јеврејком Фамијом Хајим из Сомбора, са којом је имао сина Синишу и ћерку Љубицу. Његов син Синиша Ђаја је био професор Београдског универзитета , један од оснивача фармацеутских студија и Фармацеутског факултета и управник Института за фармацеутску технологију (1939—1957) године. Његов синовац је био Иван Ђаја.